# زهرة الحياة (عفرين)
زهرة الحياة قرية سوريّة تتبع إداريّاً لمحافظة حلب منطقة عفرين ناحية مركز عفرين، بلغ تعداد سكانها 654 نسمة حسب التعداد السكاني لعام 2004.